# 衛臻
衛臻（？～248年後），字公振，陳留襄邑人。東漢末及三國時曹魏官員，官至司徒。

## 生平
夏侯惇任陳留太守時，提拔衛臻為計吏。後來在東漢朝廷任黃門侍郎，及後又被曹操留在魏國，參丞相軍事。因為衛臻父親衛茲昔日與曹操征戰而死，獲賜爵關內侯，轉任戶曹掾。
220年，曹丕繼任魏王後被任命為散騎常侍；稱帝後又被封為安國亭侯。後來遷任尚書，轉侍中吏部尚書。
黃初五年（224年）曹丕出巡到廣陵，衛臻以行中領軍身份跟從。當時征東大將軍曹休從降兵得知孫權在濡須口的情報，向曹丕報告，但衛臻認為孫權以長江為天險，未敢越江進攻，推測這只不過是假消息用以威嚇魏國軍民。後來經查証，果然是東吳發布的假消息。
曹叡繼位後，封康鄉侯（屬潁川郡陽城縣）。後來轉任尚書右僕射，掌選舉事，亦加侍中。
太和二年（228年），蜀漢丞相諸葛亮發動諸葛亮北伐，衛臻建議遺兵入散關搗截蜀軍的運糧道路，明帝採納並任命他為征蜀將軍，假節督諸軍事，到長安時諸葛亮撤退。回朝復職，並加光祿大夫。在任時修建成國渠，渠由陳倉至槐里，於青龍元年（233年）建成。
青龍二年（234年），諸葛亮發動第五次北伐，並與東吳一同出兵。孫權進攻合肥，曹叡打算親征孫權，衛臻認為孫權持觀望狀態，並非全力攻魏，而合肥城池堅固，不應該擔心，反而親征會耗費更多軍需，於是反對。但曹叡還是堅持出征，到尋陽時，孫權因受滿寵等守將的抵抗及疾病而退兵。
景初元年六月己亥日（237年6月13日），衛臻遷任司空，後於次年十一月壬午日（238年11月18日）任司徒。正始年間進爵長垣侯，並封一子列侯。
正始九年三月甲午（248年4月11日）衛臻多次請辭，獲賜宅，位特進，秩如三司。死後追贈太尉，諡敬侯。

## 性格特徵
早期卫臻升迁，上司陳留太守夏侯惇让自己妻子出來宴会祝福，卫臻不领情，认为这是末世才有的败俗之举，不合正礼。因此惹怒夏侯惇而被收押，没过多久被夏侯惇釋放。
衛臻不愛加入朋黨，如當日曹操未選繼任人時，支持曹植的丁儀邀請衛臻與他們結交，衛臻則以大義拒絕。齊王曹芳時，曹爽專政，派夏侯玄勸請衛臻入守尚書令和為弟求婚，但衛臻都一一拒絕。然而在曹丕時期與曹叡私交甚好，經常一起討論朝事和書籍。曹丕也曾詢問衛臻關於曹叡的情況，衛瑧只是稱讚他明理而有德行，不言其他。

## 家庭

### 父
- 衛茲，與曹操結交，和曹操征董卓時在滎陽戰死。

### 子
- 衛烈，嗣子，官至光祿勳。與劉熙、孫密並列「三豫」[8]。
- 衛京，泰始年間官至南陽太守、河內太守[9]。
- 衛楷，任二千石官。

### 孫
- 衛權，字伯輿，衛楷子[10]，晉惠帝時任尚書郎。

## 延伸阅读
[在维基数据编辑]
 《三國志·卷22》，出自陳壽《三國志》